# 建昌府 (交阯)
建昌府，是明代交阯承宣布政使司下轄的一個府，領快州一州；直轄建昌縣（府治，今越南太平省太平市）、真利縣（今越南太平省建昌县）、俸田縣（今越南太平省太平市北）、布縣（今越南太平省武舒县）四縣，快州轄永涸縣（今越南興安省金洞县西南）、仙呂縣（今越南興安省仙侣县南）、施化縣（今越南興安省恩施县東北）、東結縣（今越南興安省文江县）、芙蓉縣（今越南興安省仙侣县北）五縣。

明代交阯承宣布政使司

## 沿革
- 明永樂五年六月癸未（1407年7月5日）置建昌府，領州一縣九。
- 永樂十三年八月二十三日丁亥（1415年9月25日），廢除俸田縣、仙呂縣、施化縣三縣，領州一縣六。
- 永樂十五年（1417年）六月，建昌府直轄永涸縣。
- 永樂十七年九月十四日丙辰（1419年10月3日），廢除東結縣、芙蓉縣、布縣，領州一縣三。
- 宣德二年（1427年）十一月，明軍撤退，廢除建昌府。